# Pavel Szergejevics Mogilevec
Pavel Szergejevics Mogilevec (oroszul: Павел Серге́евич Могилевец; Kingiszepp, 1993. január 25. –) orosz válogatott labdarúgó, jelenleg az örmény labdarúgó-bajnokságban, az Urartu csapatában játszik középpályásként.

## Pályafutása

### Klubcsapatokban
2013. május 19-én debütált az orosz élvonalbeli bajnokságban az Zenyit színeiben a Nyizsnyij Novgorod elleni mérkőzésen. 2014-ben kölcsönben rövid ideig a Rubin Kazany játékosa lett, majd 2018-tól két évig az együttes tagja, 2020. október 16-án közös megegyezéssel felbontották a szerződését az Rubin Kazannyal. Ugyanezen a napon aláírt a FK Himkihez. 2021. július 18-án kétéves szerződést írt alá az orosz Premier League újoncával, az FC Nyizsnyij Novgoroddal. 2023. július 8-án az örmény Urartu bejelentette Mogilevec szerződtetését.

### A válogatottban
2013 és 2014 között 10 mérkőzésen játszott és 1 gólt szerzett az U21-es labdarúgó-válogatottban.
Az orosz labdarúgó-válogatottban 2014. május 26-án mutatkozott be a Szlovákia elleni barátságos mérkőzésen. 2014. június 6-án a sérült Roman Sirokov helyére került be a 2014-es labdarúgó-világbajnokságra készülő orosz keretbe. 2018-ig 4 mérkőzésen képviselte hazáját.

## Sikerei, díjai
Zenyit Szankt-Petyerburg
- Orosz labdarúgó-bajnokság (1): 2014–15

## Fordítás
- Ez a szócikk részben vagy egészben  a   Pavel Mogilevets című angol Wikipédia-szócikk ezen változatának fordításán alapul.  Az eredeti cikk szerkesztőit annak laptörténete sorolja fel. Ez a jelzés csupán a megfogalmazás eredetét és a szerzői jogokat jelzi, nem szolgál a cikkben szereplő információk forrásmegjelöléseként.